# 닉 래샤웨이

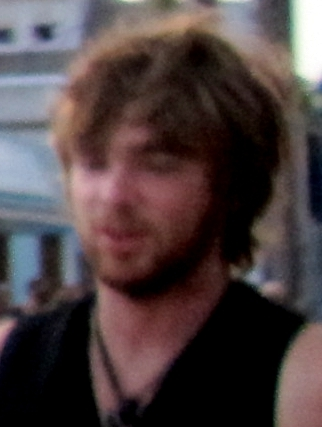

닉 래셔웨이(Nick Lashaway, 1988년 3월 24일 ~ 2016년 5월 8일)는 미국의 배우이다.
워싱턴 D.C.에서 태어났으며 프레이밍햄에서 사망하였다. 사인은 교통사고이다.

## 영화
- 리틀 머더 (2011년)
- 인 타임 (2011년) - 엑만 역
- 마이 소울 투 테이크 (2010년) - 브랜든 역
- 라스트 송 (2010년) - 마커스 역
- 내셔널 람푼: 베그보이 (2008년)
- 40살까지 못해본 남자 (2005년)
- 라이프 애즈 위 노 잇 (2004년)